# Louis Gerstner, Jr.

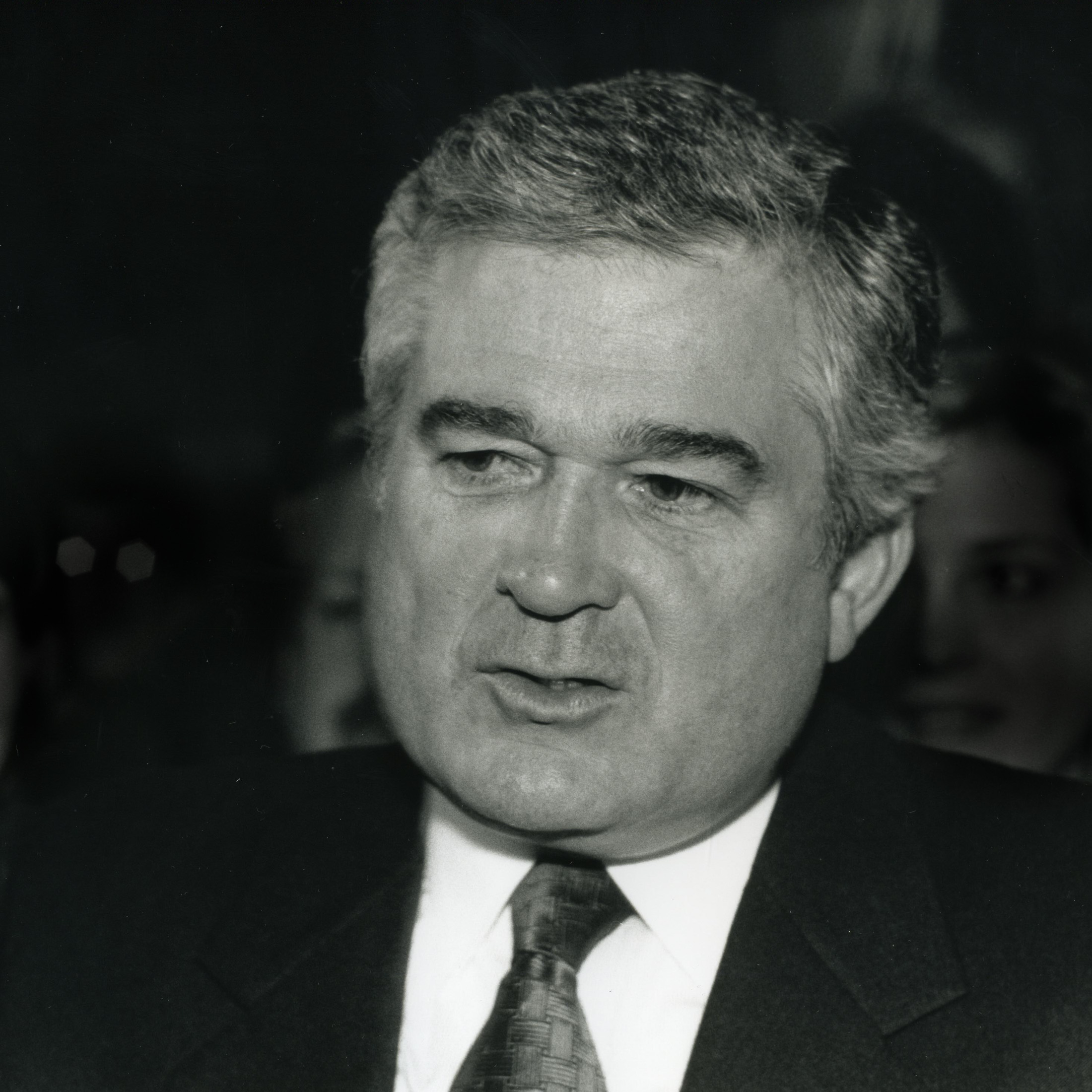
Louis Gerstner, Jr.

Louis V. Gerstner, Jr. KBE (* 1. März 1942 in Mineola) war von 2003 bis 2008 Vorsitzender der Carlyle Group. Neben seinen Tätigkeiten in der Geschäftsführung von Nabisco, American Express und McKinsey erlangte er sein Ansehen als CEO von IBM in den Jahren 1993 bis 2002.
Ihm wird der Wandel von IBM hin zu einem modernen, serviceorientierten Unternehmen und damit die Rettung eines der weltgrößten Konzerne zugeschrieben.
Im Jahre 2000 wurde er in die American Academy of Arts and Sciences aufgenommen.

## Ausbildung
1963 schloss Gerstner sein Studium der Ingenieurwissenschaften an dem Dartmouth College mit einem Bachelor-Abschluss ab. Anschließend schloss er 1965 seinen MBA an der Harvard Business School ab.